# DiJonai Carrington
DiJonai Carrington (San Diego, 8 gennaio 1998) è una cestista statunitense, professionista nella WNBA.

## Carriera
È stata selezionata dalle Connecticut Sun al secondo giro del Draft WNBA 2021 (20ª scelta assoluta).

## Statistiche

### College
| Anno      | Squadra           | PG  | PT | MP   | TC%  | 3P%  | TL%  | RP  | AP  | PRP | SP  | PP   |
| --------- | ----------------- | --- | -- | ---- | ---- | ---- | ---- | --- | --- | --- | --- | ---- |
| 2016-2017 | Stanford Cardinal | 35  | 0  | 7,8  | 44,3 | 23,8 | 57,9 | 2,3 | 0,4 | 0,5 | 0,1 | 2,5  |
| 2017-2018 | Stanford Cardinal | 32  | 7  | 22,5 | 40,1 | 28,0 | 68,4 | 5,6 | 1,8 | 1,4 | 0,2 | 8,8  |
| 2018-2019 | Stanford Cardinal | 36  | 36 | 28,9 | 45,3 | 33,0 | 68,8 | 7,5 | 1,6 | 1,1 | 0,4 | 14,0 |
| 2019-2020 | Stanford Cardinal | 5   | 5  | 14,8 | 48,6 | 28,6 | 40,0 | 5,2 | 1,0 | 0,2 | 0,6 | 7,6  |
| 2020-2021 | Baylor Bears      | 27  | 1  | 24,1 | 42,6 | 28,5 | 72,3 | 4,9 | 2,3 | 2,1 | 0,6 | 14,1 |
| Carriera  | Carriera          | 135 | 49 | 20,4 | 43,3 | 29,4 | 68,7 | 5,1 | 1,5 | 1,2 | 0,3 | 9,6  |

### WNBA

#### Regular Season
| Anno     | Squadra         | PG  | PT | MP   | TC%  | 3P%  | TL%  | RP  | AP  | PRP | SP  | PP   |
| -------- | --------------- | --- | -- | ---- | ---- | ---- | ---- | --- | --- | --- | --- | ---- |
| 2021     | Connecticut Sun | 24  | 1  | 9,2  | 32,9 | 14,3 | 73,3 | 2,0 | 0,5 | 0,5 | 0,1 | 2,8  |
| 2022     | Connecticut Sun | 36  | 2  | 17,5 | 41,4 | 30,6 | 75,0 | 3,1 | 1,1 | 0,8 | 0,1 | 6,8  |
| 2023     | Connecticut Sun | 32  | 0  | 17,2 | 41,7 | 37,1 | 75,7 | 2,9 | 1,3 | 0,6 | 0,1 | 8,3  |
| 2024     | Connecticut Sun | 39  | 39 | 29,6 | 40,3 | 25,0 | 79,0 | 5,0 | 1,6 | 1,6 | 0,4 | 12,7 |
| Carriera | Carriera        | 131 | 42 | 19,5 | 40,2 | 28,5 | 77,0 | 3,4 | 1,2 | 0,9 | 0,2 | 8,2  |

#### Playoffs
| Anno     | Squadra         | PG | PT | MP   | TC%  | 3P%  | TL%  | RP  | AP  | PRP | SP  | PP   |
| -------- | --------------- | -- | -- | ---- | ---- | ---- | ---- | --- | --- | --- | --- | ---- |
| 2021     | Connecticut Sun | 2  | 0  | 0,5  | -    | -    | -    | 0,0 | 0,0 | 0,0 | 0,0 | 0,0  |
| 2022     | Connecticut Sun | 12 | 0  | 14,6 | 45,0 | 23,1 | 70,0 | 2,7 | 0,8 | 1,0 | 0,2 | 5,9  |
| 2023     | Connecticut Sun | 6  | 0  | 13,7 | 46,4 | 25,0 | 60,0 | 2,3 | 0,5 | 0,7 | 0,0 | 5,0  |
| 2024     | Connecticut Sun | 7  | 7  | 33,6 | 43,9 | 23,1 | 77,8 | 6,1 | 2,0 | 1,7 | 0,6 | 13,7 |
| Carriera | Carriera        | 27 | 7  | 18,3 | 44,7 | 23,3 | 73,1 | 3,3 | 1,0 | 1,0 | 0,2 | 7,3  |

## Palmarès
- WNBA Most Improved Player (2024)
- WNBA All-Defensive Team: 1

First Team: 2024